# Флінт (Уельс)
Флінт (валл. Y Fflint, англ. Flint) — місто у Флінтширі, північний Уельс, розташоване в естуарії річки Ді. Свого часу місто було адміністративним центром графства Флінтшир, а нині є третім за величиною містом графства. За даними перепису населення 2001 року населення міста становило 12,804 чоловік.

## Географія
Флінт розташовано на північному сході Уельсу, в естуарії річки Ді, на північ від міста Молд.

## Історія
Едуард I почав зводити Замок Флінт у 1277 році. І замок, і місто були атаковані силами Мадога ап Ллівеліна під час повстання 1294—1295 років.
Річард II ув'язнив свого ворога Генріха Болінгброка в замку у 1399 році. Замок був першим із закладених королем Едуардом в Уельсі з метою посилення англійського впливу у країні.
Місто не мало стін, проте було захищено пагорбом зі сходу.
У 1969 році Флінт було включено до об'єктів національної спадщини.

## Видатні особи
- Колишній гравець футбольного клубу Ліверпуль і капітан національної збірної команди Уельсу Іан Раш навчався у Вищій католицькій школі св. Річарда Гвіна, його родина проживала неподалік від міста.
- У місті також народились інші футболісти національної збірної країни Рон Г'юїтт та Енді Голден. * Із містом також пов'язано ім'я хіміка Джона Томаса, який відомий своїми розробками барвників[4]
- Томас Тотті, адмірал і соратник лорда Нельсона, отримав у спадок Корніст Гол у Флінті.[5]
- Актор Іан Пулестон-Девіс також є вихідцем з Флінта.[6]
- Прапрадід Тома Круза, Ділан Генрі Мапотер, емігрував до Луїсвіля з Флінта у 1850 році.[7]